# Henri Collomb (psychiatre)
Pour les articles homonymes, voir Henri Collomb et Collomb.
Henri Collomb, né Henri Célestin Marcellin Collomb, le 14 décembre 1913 à Valjouffrey (Isère) et mort le 9 octobre 1979 à Nice, est un psychiatre et médecin militaire français. 
Pionnier de l'ethnopsychiatrie, il a profondément marqué la psychiatrie française et celle du tiers-monde. 
Longtemps en poste à Dakar, il est l'un des fondateurs d'une approche alors nouvelle de la psychiatrie consistant à prendre en compte les facteurs liés à la culture des patients et s'inscrivant en opposition avec la psychiatrie coloniale qui marquait son époque.

## Biographie
« 
Familier des tribus nomades, des rebelles, des contrebandiers, médecin particulier du Roi des rois en Ethiopie, chef du service de santé du corps expéditionnaire au Viêt-Nam, ce jeune médecin militaire est, avant tout, tourné vers l'Autre. Observateur des cultures et des traditions, ami de Senghor, d'Haïlé Sélassié et de Castro, il y a dans cet homme étonnant du Saint-John Perse, du Rimbaud et du Saint-Exupéry. (Robert Arnaut) »

### Famille
Henri Collomb est le fils de  Célestin Marcelin Collomb (1877-1954), né à Valbonnais, cultivateur, et de Augustine Fege (1888-1976), ménagère, née à La Chapelle en Valjouffrey, mariés en 1911 à Valjouffrey.
Il se marie en 1944 à Addis-Abeba avec Lydie Fernande Lily Dietrich (1918-2003) puis en 1951 à  Saïgon avec Madeleine Marie-Claire Simon. Il est le père de deux filles, Agnès et Laurence.

### Carrière
Il passe sa jeunesse dans la commune de Valbonnais et suit ses études secondaires au Lycée de La Mure. Après avoir obtenu son baccalauréat, il effectue son année préparatoire de médecine (PCB) à Grenoble.
Ne disposant pas de ressources importantes, en 1933, il décide de suivre sa formation de médecin  à l'École du service de santé des armées de Bordeaux. En 1936, il passe le concours d’interne des hôpitaux,  obtient son doctorat en 1937 puis part à Marseille compléter sa formation à l'École d'application du service de santé des troupes coloniales située au palais du Pharo. 
En janvier 1939, il est affecté à Djibouti, alors capitale de la Côte française des Somalis, comme médecin militaire mais sa plus grande occupation est celle de médecin pour la population. En décembre 1942, il part pour l'Éthiopie  et en février 1943, il devient médecin chef de l’empereur Haïlé Sélassié Ier. 
Il rentre en France en juin 1948. Il passe ensuite le concours pour devenir psychiatre et est nommé spécialiste des hôpitaux coloniaux (section neuropsychiatrie) à Marseille en décembre. Il est affecté à l'enseignement à l'école du Pharo comme professeur agrégé de médecine et de neuropsychiatrie.
En février 1951, promu au grade de médecin-commandant, il est appelé en Indochine. Il est nommé à l'hôpital Grall de Saigon et devient en mars 1952, médecin consultant  du corps expéditionnaire français. En mai 1953, il est cité à l'ordre du corps d'armée pour sa conduite et décoré de la  croix de guerre des Théâtres d'opérations extérieurs avec étoile de vermeil : 
« Henri Collomb, professeur agrégé du Service de santé des troupes coloniale d'une haute valeur morale et d'un dévouement total, débarqué en Indochine le 2 février 1951, assure les importantes fonctions de médecin-consultant des forces terrestres d'Extrême-Orient. A ce titre, a été appelé à se rendre fréquemment en zone d'insécurité sur les différents théâtres d'opérations pour étudier les conditions sanitaires locales et faire prendre par les troupes en opération les mesures propres à préserver la santé des effectifs. Technicien de grande classe, aussi modeste qu'efficace, animé d'une foi ardente dans l'accomplissement de sa mission, il s'est rêvé un auxiliaire précieux pour le haut commandement et le corps expéditionnaire. « Cette citation comporte l'attribution de la croix de guerre des Théâtres d'opérations extérieures, avec étoile de vermeil. ». »
A son retour en France en octobre 1953, il devient psychiatre, neuropsychiatre à temps complet et travaille  à Marseille jusqu'en 1958, notamment à l'hôpital Michel-Lévy. 
En janvier 1959, il part pour Dakar, s'installe au nouveau centre hospitalier de Fann et va progressivement créer ce qui deviendra l'École de Dakar ou « École de Fann ». 
Il devient en 1965 le premier titulaire de la chaire de neuropsychiatrie de la faculté de médecine. 
Il reste au Sénégal durant vingt ans et développe un courant de pensée aux antipodes de la psychiatrie coloniale. En effet, Collomb, en rupture avec la pensée psychiatrique de son temps qui consiste à plaquer les conceptions de la psychiatrie et de la psychologie forgées en Europe sur les populations locales, cherche à comprendre les particularités du contexte sénégalais. Il se situe ainsi en rupture avec la psychiatrie coloniale. Pour ce faire, il s'entoure de chercheurs français et africains : psychiatres, psychologues, ethnologues, sociologues, psychanalystes, mais aussi de guérisseurs locaux.
Participeront à ce groupe Edmond Ortigues, Marie-Cécile Ortigues, Jacqueline Rabain et Andras Zempleni.
« Si la psychiatrie moderne s'enferme dans ses murs, elle se condamne à la réclusion et à l'impossibilité d'établir le contact entre le soignant, le soigné et son environnement. La psychiatrie moderne vivra alors de ses illusions, à coups de neuroleptiques et d'électrochocs, et découvrira, dans vingt ou trente ans, qu'elle n'a pas accompli le moindre progrès, alors que toute la médecine a avancé, en un mot, qu'elle n'a pas accompli sa mission. »
En 1978, un an avant sa mort,  il revient en France. 
En juillet 1979, il est nommé chef de service de psychiatrie au centre hospitalier et universitaire de Nice (hôpital Pasteur).
Il  meurt peu après, à Nice, le 9 octobre 1979. 
Léopold Sédar Senghor, alors premier Président de la république du Sénégal  lui rend hommage  : 
« De plus en plus, j’en suis sûr, l’on parlera de l’École de Dakar, de médecine négro-africaine. Et le nom du professeur Collomb y sera étroitement lié : ses vingt années de labeur à Dakar ont à jamais marqué la recherche médicale en Afrique. Car ce Français a su mourir aux préjugés les plus solidement établis. »
Henri Collomb repose à Valbonnais, dans le petit village des Alpes où il avait grandi.

### Titres
- 1936 : interne des hôpitaux de Bordeaux
- 1949 : professeur agrégé de médecine générale, service de santé de la France d’outre-mer
- 1950 : médecin des hôpitaux psychiatriques
- 1958 : maitre de conférences agrégé de neuropsychiatrie
- 1965 : professeur titulaire de la chaire de neuropsychiatrie à la faculté de médecine et de pharmacie de Dakar
- 1979 : chef de service de psychiatrie au centre hospitalier et universitaire de Nice (hôpital Pasteur)

## Décorations

### Décorations française
- Officier de la Légion d'Honneur (1972)[14]
  - Chevalier de la Légion d'Honneur (1958)[15]

- Croix de guerre des Théâtres d'opérations extérieurs avec étoile de vermeil (Indochine 1953)

- Médaille d'honneur du service de santé des armées (1963)[16]

### Décorations étrangères
- Commandeur de l’ordre national du Lion du Sénégal (plus haute distinction sénégalaise)[5]
- Chevalier de l'Ordre national du Vietnam (1954)

## Publications
- « Les bouffées délirantes en psychiatrie africaine », Psychopathologie africaine, 1965 ; 1(2):167-239.
- « Psychothérapies non verbales traditionnelles en Afrique », Actualités psychiatriques, 1972 ; 3: 27-34.
- (en collaboration avec R. Collignon), « Les conduites suicidaires en Afrique », Psychopathologie africaine, 1974; 10(1), p. 79 et suiv.
- « De l'ethnopsychiatrie à la psychiatrie sociale », Revue canadienne de psychiatrie, 1979 ; 24 : 459-469.
- « La mort socio-somatique », Psychologie médicale, 1979 ; 1 1 (8) : 1637-1644.
- « Pour une psychiatrie sociale », Thérapie familiale, 1980 ; 1 (2) : 99-107.
- « La sorcellerie-anthropophagie (genèse et fonction) », Évolution psychiatrique, 1978 ; 43(3):499-520.